# Dellacasiellus laevigatus
Dellacasiellus laevigatus är en skalbaggsart som beskrevs av Samuel Stehman Haldeman 1848. Dellacasiellus laevigatus ingår i släktet Dellacasiellus och familjen Aphodiidae. Inga underarter finns listade i Catalogue of Life.